# 州間高速道路通勤支線

州間高速道路95号通勤支線の路線番号を表す案内標識

州間高速道路通勤支線（しゅうかんこうそくどうろつうきんしせん、Business Spur Interstate）は、アメリカ合衆国の州間高速道路であり、2種類ある州間高速道路通勤線の一方である（もう一方は州間高速道路通勤別線）。州間高速道路通勤支線は一端が同一の一級州間高速道路と接続している州間高速道路であり、州間高速道路通勤線の路線番号を表す案内標識の色から、州間高速道路通勤別線と併せてグリーン・インターステート (Green Interstate) と呼ばれる場合もある。
州間高速道路通勤支線の路線番号を表す案内標識は、白と緑の2色で構成されており、案内標識の上部には緑地に白抜きの文字で「BUSINESS」と描かれている。また、案内標識の中央にも同様に緑地に白抜きの文字で、接続している一級州間道路の路線番号が描かれている。さらに路線番号の上部にも緑地に白抜きの文字で「SPUR」と描かれている。
州間高速道路通勤支線は本線となる一級州間高速道路の番号をそのまま継承するため、同一の州に存在する同一の一級州間高速道路から派生した複数の異なる州間高速道路通勤支線に対して、同一の路線番号が付与される。そのため、二級州間高速道路とは異なり、州間高速道路通勤支線の路線番号は同一の州で繰り返し使用できる。